# آزاد حبشی
آزاد حبشی از شاعران پارسی‌گوی بود.
نامش الماس و نخست مملوک سیدمحمد متخلص به سحاب بود، چون شعر فارسی نیک می‌گفت فتحعلی‌شاه قاجار او را خرید و آزاد کرد.
صاحب مجمع‌الفصحاء در شرح حال شعرای معاصر دو شاعر آزادتخلص را یکی به‌عنوان «آزاد حبشی» و دیگری به نام «آزاد» مطلق یاد کرده‌است. لیکن این هر دو چنان‌که از خود کتاب مستفاد می‌شود یکی است.